# Гангозеро
Гангозеро (люд. hang «развилка») — пресноводное озеро на территории Новинского сельского поселения Кондопожского района Республики Карелии.

## Общие сведения
Площадь озера — 4,5 км², площадь водосборного бассейна — 25,2 км². Располагается на высоте 65 метров над уровнем моря.
Форма озера продолговатая: оно почти на шесть километров вытянуто с северо-запада на юго-восток. Берега каменисто-песчаные, преимущественно возвышенные.
Из юго-восточной оконечности озера вытекает безымянный водоток, впадающий в Онежское озеро.
С южной стороны из озера Малого в Гангозеро втекает протока без названия.
На озере расположено несколько безымянных островов общей площадью 0,14 км², рассредоточенных по всей площади водоёма.
Рыба: щука, плотва, окунь, налим, ряпушка.
На берегах озера расположены две деревни: Большое- и Малое Гангозеро.
Код объекта в государственном водном реестре — 01040100611102000018367.